# Perdono
Perdono is een nummer van de Italiaanse zanger Tiziano Ferro uit 2002. Het is de eerste single van zijn debuutalbum Rosso Relativo. Naast de originele Italiaanstalige versie, zijn er ook Engelstalige, Franstalige en Spaanstalige versies van het nummer uitgebracht.
Het nummer werd in bijna heel Europa een top 10-hit, en een van de grote zomerhits van 2002. In Ferro's thuisland Italië haalde het nummer de eerste positie, en ook in de Nederlandse Top 40 en de Mega Top 100. In de Vlaamse Ultratop 50 haalde het nummer de 6e plek.